# 喷气阀门
喷气阀门是一种涡轮增压式发动机上使用的减压装置，它的作用是用来避免压缩机涌流和降低发动机磨损。

## 定义
压缩机支路阀门(compressor bypass valve, CBV)又叫压缩机释放阀门(compressor relief valve)是一种在涡轮增压或离心增压汽车上使用的真空制动的阀门，它是为了释放进气系统中在节流阀开启或者关闭时候的多余压力而设计的。被释放的气压再循环回到涡轮增压器前和大气流传感器后的常压进气口。
喷气阀门(Blowoff valve, BOV, 或hooter valve, dump valve)基本完成同样的工作，但是多余的空气会排放到大气。这会产生一种非常与众不同的噪声，特别让涡轮增压跑车的拥有者非常自豪。一些市面上的喷气阀门甚至打造成喇叭的形状来放大这种噪声。对于一些车友来说这是购买BOV的唯一原因。FIA管辖下的机动车运动严禁使用没有消声处理的曝气阀门。在美国、澳大利亚和欧洲的，使用无消声装置的喷气阀门的道路车辆是违法的。

## 缺点
产生于喷气阀门(而不是压缩机支路阀门)的特殊的噪音有时候会带来一些副作用。喷气阀门装配在大气流传感器后面的时候，排气会使发动机控制器(ECU)迷惑。ECU获知发动机有一定量的进气量，然后根据它来注入适量的燃油。而喷气阀门释放的那部分空气没被计算在内，引擎会短时间的过量进气。装配了MAP(manifold absolute pressure)校正ECU的发动机和喷气阀门装配在MAF传感器气路上游的不受此类影响。
一般而言这种问题不太严重，但是有时候当节流阀关闭的时会导致引擎迟疑或停转。在增压很高的时候这种情形会更糟。最终它会使火花塞淤塞并损坏催化式排气净化器（当注油量过高时，燃油没有完全燃烧，而会继续加热融化汽化器或留下很重的碳沉淀物）。

## 用途
喷气阀门是用来防止压缩机涌流的。压缩机涌流是在涡轮增压汽车(没有分流阀门)的节流阀打开时发生一种现象。当涡轮增压发动机的节流阀的挡板关闭时，进气系统里面的高压气体无处排出，而被迫以压力波的状态压回涡轮增压器。这会是飞轮很快减速设置停转。驾驶员会听到一声振动的响声。

## 工作原理

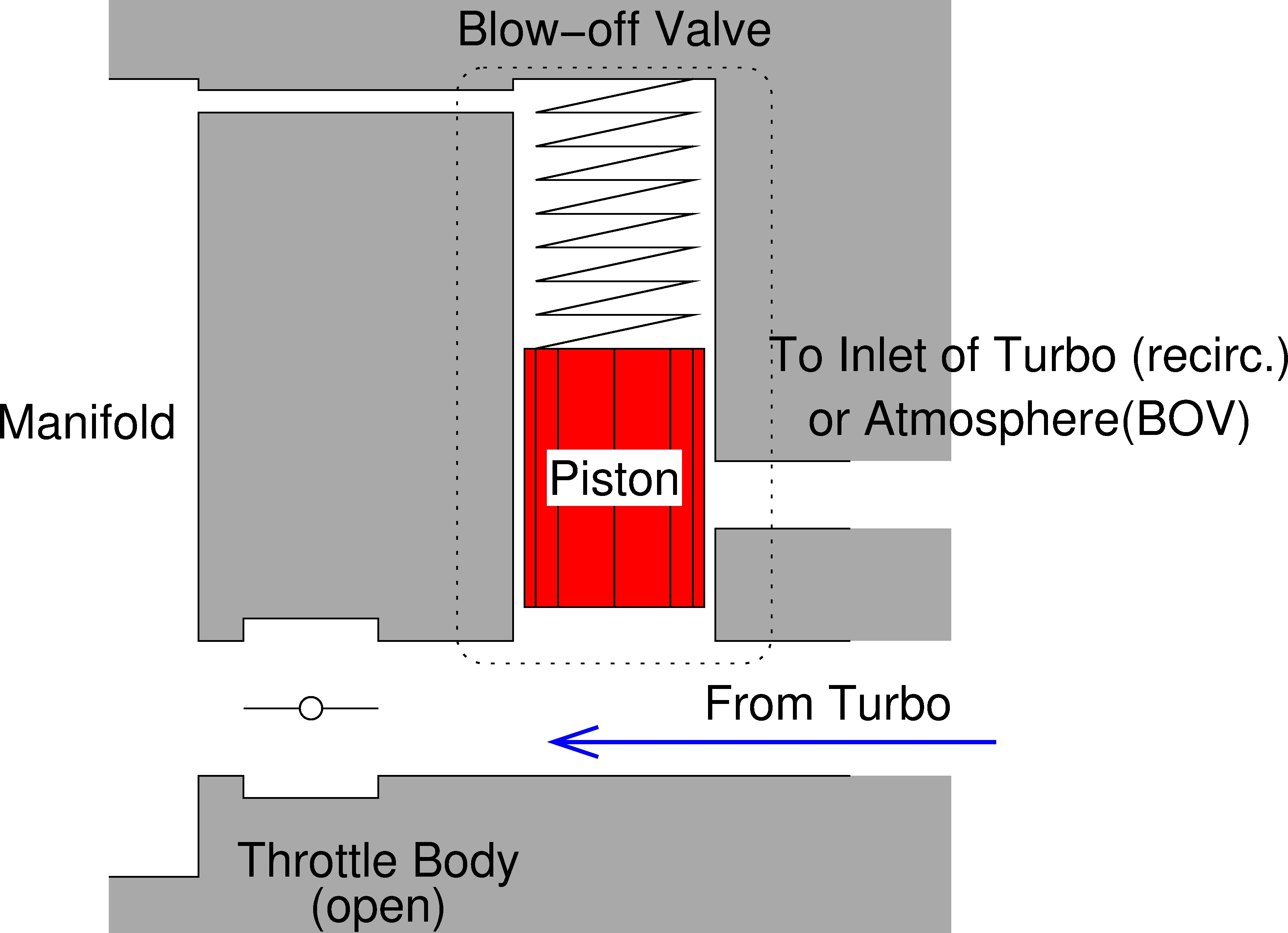
节流阀打开，喷气阀关闭

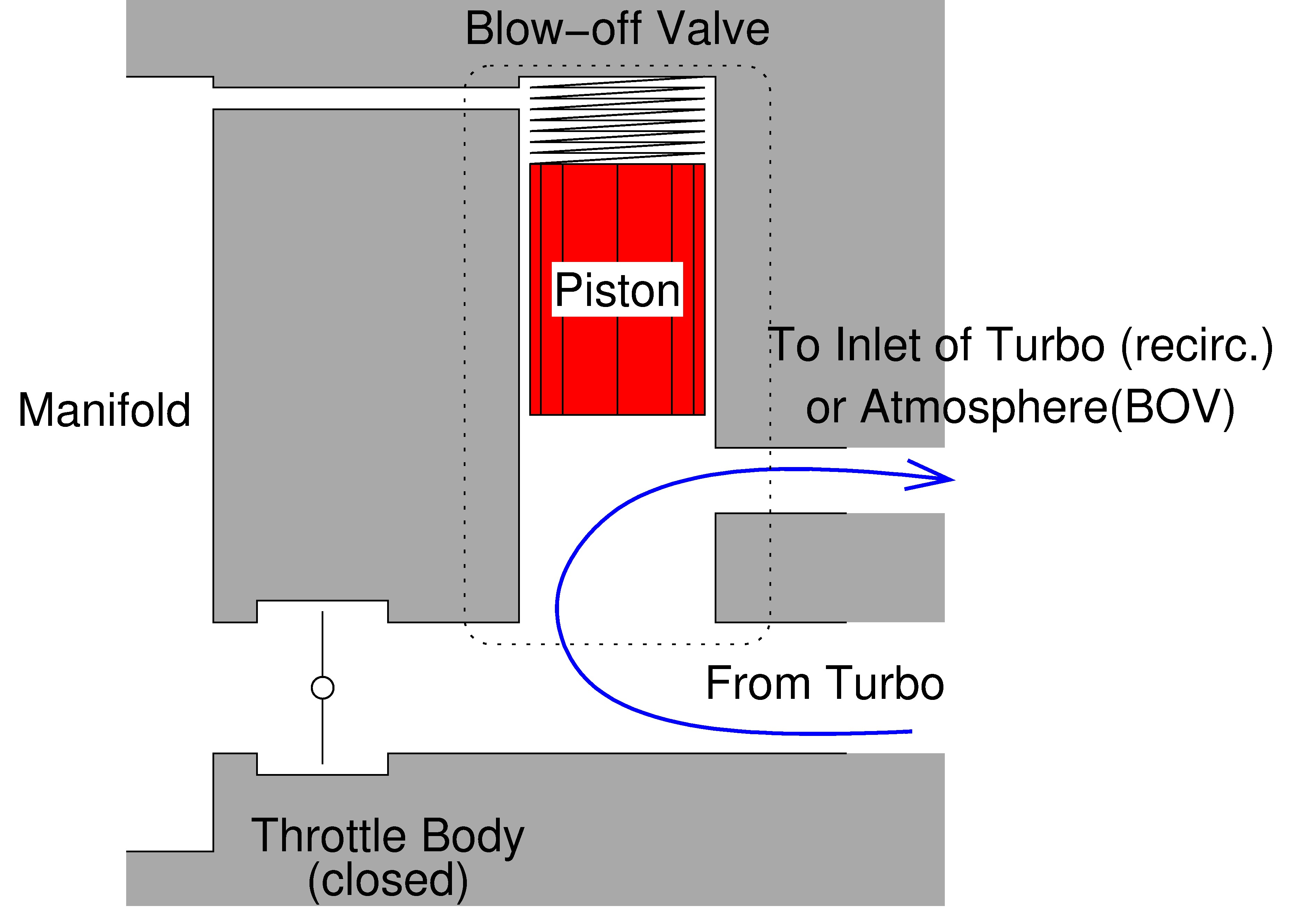
节流阀关闭，喷气阀打开

喷气阀门是由一根真空管和节流阀挡板后的进气歧管连接的。当节流阀关闭时，挡板后的进气歧管内会产生真空，而将喷气阀门“吸”开。来自涡轮增压器的多余压力被排入大气或再循环到压缩机入口的进气系统上游。